# Paola Soldevila
Paola Soldevila De la Pisa (Porrera, Tarragona, Cataluña, España; 7 de diciembre de 1996) es una futbolista profesional española que juega de defensa en el INAC Kobe Leonessa de la WE League de España y ha sido internacional sub-19 con Selección de España.

## Biografía
Forma parte de una estirpe familiar de futbolistas, ya que es nieta, hija y hermana de jugadores de fútbol. Estudia INEF (Ciencias de la Actividad Física y del Deporte) y euskera.

## Trayectoria
Comenzó su trayectoria deportiva en la categoría cadete del CF Reus (Cadete). Tras pasar por los equipos Nàstic y CF Sant Gabriel, la Real Sociedad la incorporó a su plantilla, donde ha jugado tanto en la posición de central como lateral derecho. Tras Chini Pizarro, Soldevila fue la segunda jugadora no nacida en el país vasco en incorporarse a la Real Sociedad.
Su versatilidad le posibilitó formar parte de las categorías inferiores de la selección española (sub-17 y sub-19). Se proclamó subcampeona de Europa sub-19,  junto con las jugadoras Nahikari García, Leire Baños y María Díaz Cirauqui, que posteriormente serían sus compañeras de equipo en conjunto Txuri-Urdin.
En del 2014 debutó con la Selección absoluta de Cataluña en Lasesarre ante Euskal Selekzioa.

## Clubes
| Club                      | País   | Año         |
| ------------------------- | ------ | ----------- |
| CF Reus (Cadete)          | España | 2011 - 2012 |
| Nàstic                    | España | 2012 - 2013 |
| CF Sant Gabriel B         | España | 2013 - 2014 |
| CF Sant Gabriel           | España | 2014 - 2015 |
| Real Sociedad             | España | 2015 - 2019 |
| RCD Espanyol              | España | 2019 - 2021 |
| Villarreal Club de Fútbol | España | 2021 - 2024 |
| INAC Kobe Leonessa        | Japón  | 2024 -      |

## Palmarés

### Campeonatos nacionales
| Título           | Club          | País   | Año       |
| ---------------- | ------------- | ------ | --------- |
| Copa de la Reina | Real Sociedad | España | 2018-2019 |

## Premios y reconocimientos
- Paola Soldevila, junto con el también futbolista txuri-urdin Mikel Oyarzabal, fueron galardonados con el premio de la peña Goazen Erreala a los mejores futbolistas de la campaña 2017-2018.[4]
- Soldevilla fue incluida en el Once de Oro de Futbol Draft 2016 y 2017.[5][6]